# Rio Goulburn
O rio Goulburn, é um importante rio perene no interior da bacia hidrográfica de Goulburn Broken, parte da bacia dos rios Murray-Darling, está localizado nas regiões dos Alpes, do estado australiano de Vitória. As cabeceiras do rio Goulburn nascem no extremo oeste dos Alpes Vitorianos, abaixo do pico de Corn Hill, antes de descer para fluir para o rio Murray perto de Echuca, tornando-o o rio mais longo de Vitória, com 654 quilômetros (406 milhas). O rio é represado pela represa de Eildon para criar o lago Eildon, a lagoa de Eildon, o açude Goulburn e a bacia de Waranga.